# Cidade Livre de Lübeck

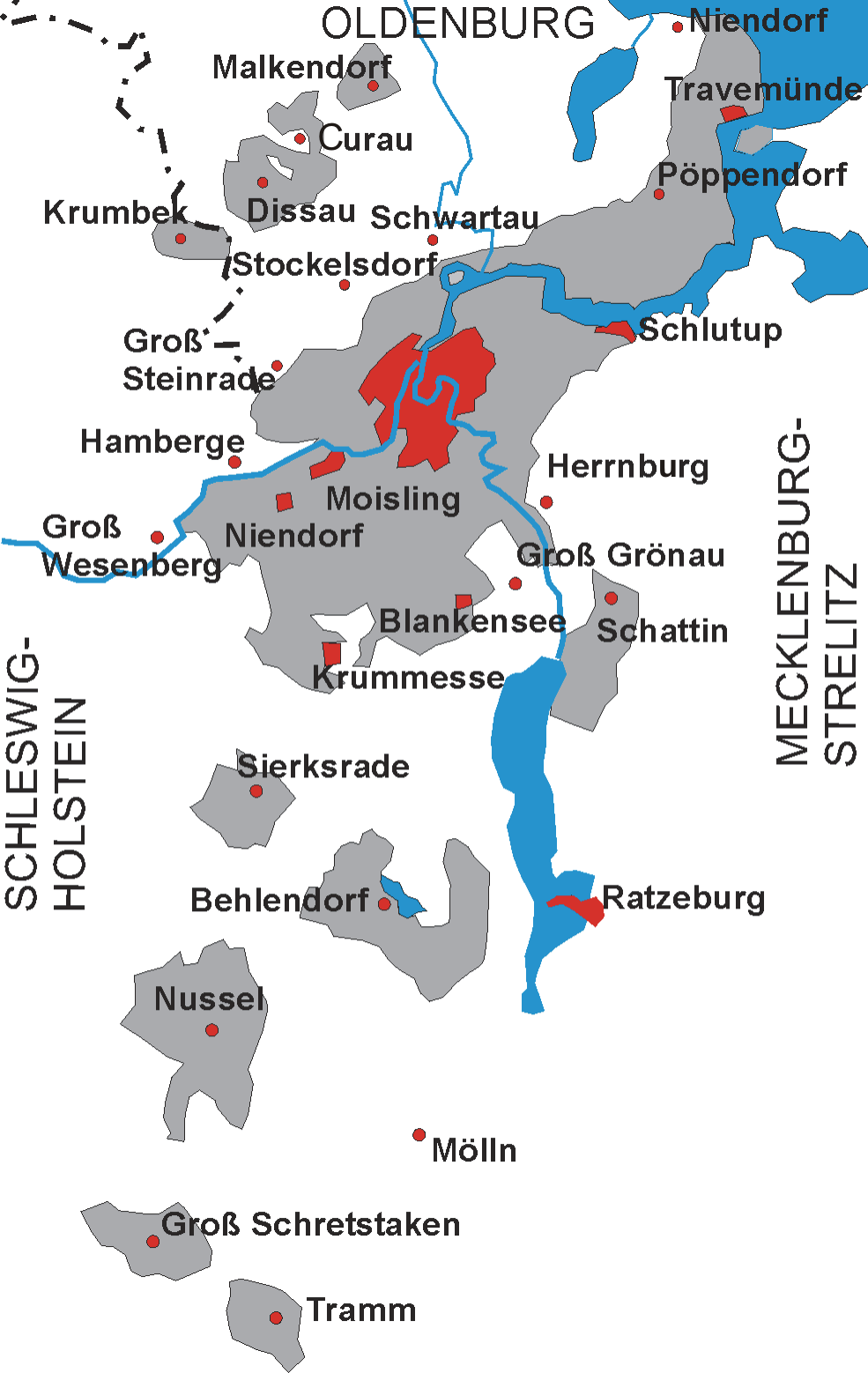
Território da Cidade Livre de Lübeck, 1815–1937.

A Cidade Livre de Lübeck era uma cidade-estado que existiu entre 1226 e 1937, no que hoje são os estados alemães de Eslésvico-Holsácia e Meclemburgo-Pomerânia Ocidental.

## História

### Cidade Imperial Livre e à Liga Hanseática
Em 1226 o imperador Frederico II declarou a cidade de Lübeck uma Cidade Imperial Livre. Lei de Lübeck foi a constituição de forma municipal do governo da cidade desenvolvido depois de ser feita uma cidade livre. Em teoria, a lei de Lübeck fez com que as cidades governassem de forma independente da realeza. No século XIV, Lübeck se tornou a "Rainha da Liga Hanseática", sendo de longe o maior e mais poderoso membro desta organização de comércio medieval.
Em 1359, Lübeck comprou o território ducal Herrschaft de Mölln do endividado Alberto V de Saxe-Bergedorf-Mölln, uma filial da casa ducal de Saxe-Lauenburgo. A cidade e o duque com o consentimento do irmão do duque Érico, concordou com um preço de 9.737.50 marcos de Lübeck. As partes também concordaram em uma cláusula que permitia a recompra das terras pelo duque ou seus herdeiros, mas apenas se eles estavam comprando de volta o imóvel para si e não para um terceiro. Lübeck considerou esta aquisição ser de crucial importância, uma vez que Mölln foi uma etapa importante no comércio (especialmente o comércio do sal) entre a Escandinávia e as cidades de Brunsvique e Luneburgo via Lübeck. Portanto Lübeck comandou Mölln com guardas armados para manter a lei e a ordem nas estradas.
Em 1370 Lübeck adquiriu ainda mais por meio da garantia de um empréstimo metade de Sachsenwald (Floresta da Saxônia) do senhorio de Bergedorf, o Vierlande e Geesthacht de Érico III, que tinha, sucedido o seu falecido irmão Alberto V. Esta aquisição incluía grande parte da rota de comércio entre Hamburgo e Lübeck, assim, proporcionando uma rota de transporte de mercadorias segura entre as cidades. Érico III manteve um contrato de arrendamento dessas terras.
Lübeck e Érico III estipularam ainda que depois da morte Érico, Lübeck teria direito a tomar posse dos territórios prometidos até que seus sucessores pudessem pagar a dívida, e simultaneamente, exercer a recompra de Mölln. Nesse estágio o montante em questão foi calculado entre 26.000 marcos de Lübeck, uma enorme quantidade de dinheiro na época.
Em 1401 Érico III morreu sem descendência e foi sucedido por seu primo de segundo grau Érico IV de Saxe-Ratzeburg-Lauenburgo. No mesmo ano, Érico IV, apoiado por seus filhos Érico (mais tarde reinando como Érico V) e João (mais tarde João IV), capturou as terras penhoradas sem fazer o reembolso concordado com Lübeck. Lübeck concordou.
Em 1420 Érico V atacou Frederico I de Brandemburgo e Lübeck ganhou Hamburgo estabelecendo uma aliança de guerra em apoio de Brandemburgo. Os exércitos das duas cidades abriram uma segunda frente e conquistou Bergedorf, castelo de Riepenburg e a estação de pedágio rio Esslingen (atual Balsa Zollenspieker) em poucas semanas. Isto forçou Érico V a concordar com a Paz de Perleberg em 23 de agosto de 1420, que estipulou que todos os territórios penhorados, que Érico IV, Érico V e João IV tinha violentamente tirados em 1401, deveriam ser cedidos de forma irrevogável para as cidades de Hamburgo e Lübeck. As cidades transformaram as áreas adquiridas em um "Beiderstädtischer Besitz" (condomínio de ambas as cidades), governado por oficiais de justiça em períodos de quatro anos. Os oficiais de justiça estavam a vir de cada uma das cidades, alternadamente.
A Liga Hanseática, sob a liderança de Lübeck, lutou em diversas guerras contra a Dinamarca, com graus variados de sucesso. Enquanto Lübeck e à Liga Hanseática venceram em 1435 à 1512, Lübeck perdeu quando se envolveu na Guerra do Conde, uma guerra civil que assola a Dinamarca em 1534 à 1536. Lübeck também se juntou à Liga de Esmalcalda. Depois de sua derrota na Guerra do Conde, o poder de Lübeck diminuiu lentamente. Lübeck permaneceu neutra na Guerra dos Trinta Anos, mas com a devastação da guerra e da nova orientação transatlântica do comércio europeu, a Liga Hanseática, e, assim, Lübeck, perdeu importância. Após a dissolução de facto da Liga Hanseática em 1669, Lübeck permaneceu sendo uma importante cidade comercial no Mar Báltico.

### Soberania total em 1806
Lübeck permaneceu uma cidade imperial livre, mesmo após a Mediatização Alemã em 1803 e se tornou um Estado soberano apos à dissolução do Sacro Império Romano-Germânico em 1806. Durante a Guerra da Quarta Coalizão contra Napoleão, tropas sob Bernadotte ocuparam Lübeck neutra depois de uma batalha contra Blücher em 6 de novembro de 1806.

### Primeira anexação
De acordo com o Bloqueio Continental, o comércio de Lübeck sofreu entre 1811-1813 quando foi formalmente anexado como parte do Primeiro Império Francês.

### Restabelecimento como Estado soberano em 1813
Lübeck reassumiu seu estado pré-1811 em 1813. O Congresso de Viena de 1815 reconfirmou a independência de Lübeck e se tornou um dos 39 Estados soberanos da Confederação Germânica. Lübeck aderiu à Confederação da Alemanha do Norte, em 1867. No ano seguinte Lübeck ganhou a sua participação no condomínio bi-urbano de Bergedorf da Cidade Livre e Hanseática de Hamburgo, que também era um Estado soberano da Confederação da Alemanha do Norte. Em 1871 se tornou um estado autônomo dentro do recém-fundado Império Alemão. O estado ficou enfraquecido durante a República de Weimar através de execução de seu direito de determinar os impostos estaduais e o Reich da República. Em 1933, no decorrer do Gleichschaltung, senado de Lübeck (prefeitura) e Bürgerschaft (parlamento) foram simplificados a fim de formar maiorias nazistas. Por volta de 1935 a condição de Estado de Lübeck, como a de todos os estados alemães, havia desaparecido completamente, sem ser formalmente suspenso.

### Segunda e última anexação
Em 1937 os nazistas aprovaram a Lei Maior de Hamburgo, segundo o qual a cidade hanseática próxima de Hamburgo foi expandida para incluir as cidades que tinham antigamente pertenciam à província prussiana de Eslésvico-Holsácia. Para compensar essas perdas da Prússia (e em parte porque Adolf Hitler tinha uma antipatia pessoal por Lübeck, depois que Lübeck se recusou a permitir que Adolf Hitler fizesse campanha eleitoral em 1932), 711 anos depois a soberania de Lübeck chegou ao fim e quase todo o seu território foi incorporado em Eslésvico-Holsácia.
Lübeck foi ocupado pelo Exército Britânico nos últimos dias da Segunda Guerra Mundial. O Exército Soviético depois ocupado todo o território leste da cidade, conforme o acordo entre as potências aliadas. A Prússia foi dissolvida como um estado pelas forças de ocupação aliados após a guerra. No entanto, ao contrário de Hamburgo e Bremen, Lübeck não foi restaurado como um Estado. Em vez disso, a cidade foi incorporada ao novo estado federal de Eslésvico-Holsácia. A posição de Lübeck, na fronteira interna alemã, que cortou a cidade de grande parte do seu hinterlândia, foi um fator-chave para este desenvolvimento.